# Obiekt Herbiga-Haro

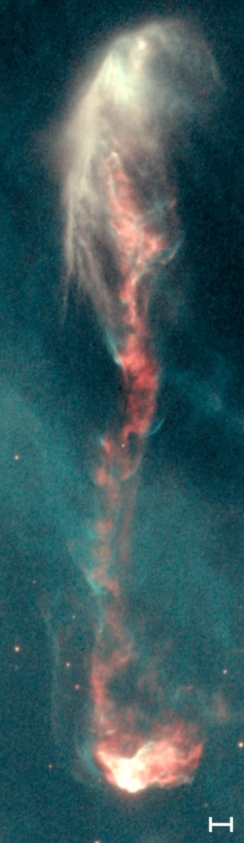
Obiekt Herbiga-Haro HH 47, zdjęcie wykonane przez Kosmiczny Teleskop Hubble’a. Odcinek skali odpowiada 1000 jednostek astronomicznych

Obiekt Herbiga-Haro (HH) – mały, mgławicopodobny, aktywny obszar w kosmosie, powiązany z regionem gwiazdotwórczym. Obiekty Herbiga-Haro posiadają charakterystyczne widma, które umożliwiają odróżnienie ich od innych zjonizowanych światłem rejonów. Obiekty HH są wszechobecne w obszarach gwiazdotwórczych i wokół jednej gwiazdy można ich zaobserwować nawet kilka, ustawionych wokół osi obrotu.
Wykazano, że obiekty Herbiga-Haro to wysoko skolimowane dżety częściowo zjonizowanego gazu (plazmy), poruszającego się z prędkością 100-1000 km/s, wychodzące od młodej gwiazdy, z której się wywodzą. Obszary gwiazdotwórcze są wysoce zagęszczone i dlatego można w nich znaleźć nie tylko pojedyncze, odizolowane obiekty Herbiga-Haro, ale również ugrupowania blisko położonych obiektów tego typu.
Obiekty Herbiga-Haro są w skali kosmosu krótkotrwałymi zjawiskami – ich czas życia wynosi najwyżej kilka tysięcy lat. Ich obraz może zmienić się w bardzo krótkich przedziałach czasu, jako że poruszają się one w kierunku od swoich macierzystych gwiazd do obłoków gazu w przestrzeni międzygwiazdowej. Obserwacje Kosmicznego Teleskopu Hubble’a ujawniają bardzo skomplikowaną ewolucję obiektów Herbiga-Haro na przestrzeni kilku lat, spośród których jedne zanikają, a inne ulegają pojaśnieniu w wyniku zderzeń z większą ilością materiału ośrodka międzygwiezdnego.
Do połowy 2006 roku znanych było około 500 obiektów Herbiga-Haro występujących pojedynczo i w ugrupowaniach. Pierwsze z nich zostały zaobserwowane pod koniec XIX wieku przez Sherburne'a Wesleya Burnhama, ale nie zostały wyróżnione jako odrębny typ mgławic emisyjnych aż do lat 40. XX wieku. Nazwa Herbiga-Haro pochodzi od niezależnych odkrywców tych obiektów: George'a Herbiga i Guillermo Haro, którzy pierwsi rozpoznali je jako zwarte mgławice o szczególnych widmach.

## Odkrycie i historia obserwacji
Pierwszy obiekt Herbiga-Haro został zaobserwowany pod koniec XIX wieku przez Burnhama. Podczas obserwacji gwiazdy T Tauri za pomocą 36-calowego refraktora w obserwatorium Licka zauważył on w niewielkiej odległości małą, mgławicopodobną plamkę. Z początku zaklasyfikowano ją jednak jako zwykłą mgławicę emisyjną, nazywaną później mgławicą Burnhama, i nie wyróżniono jako obiektu odmiennej klasy. Uważano T Tauri za bardzo młodą zmienną gwiazdę – stała się ona prototypem klasy podobnych obiektów, noszących nazwę gwiazd typu T Tauri, które dopiero mają osiągnąć stan równowagi pomiędzy procesem zapadania grawitacyjnego a produkcją energii w wyniku reakcji termonuklearnych w ich wnętrzu.
50 lat po odkryciu Burnhama odnaleziono kolejne podobne mgławice, które były tak małe, że wyglądały prawie jak gwiazdy. Zarówno Herbig jak i Haro dokonali kilku niezależnych obserwacji tych obiektów w latach 40. XX wieku. Herbig zwrócił uwagę również na mgławicę Burnhama, odkrywając, że wykazuje ona niezwykłe widmo elektromagnetyczne z wyróżniającymi się liniami wodoru, siarki i tlenu. Haro wykazał, że wszystkie obiekty tego typu nie są widoczne w świetle podczerwonym.

Schemat powstawania obiektów Herbiga-Haro

Po dokonaniu swoich odkryć Herbig i Haro spotkali się na konferencji astronomicznej w Tucson w stanie Arizona. Herbig początkowo poświęcił niewiele uwagi odkrytym przez siebie obiektom, gdyż był skupiony głównie na pobliskich gwiazdach, lecz gdy usłyszał o podobnych odkryciach Haro, dokonał bardziej szczegółowych badań nad nimi. Radziecki astronom, Wiktor Ambartsumian, nadał obiektom nazwę i opierając się na fakcie ich występowania w niewielkiej odległości od młodych gwiazd (mających kilka tysięcy lat) zasugerował, iż mogą one reprezentować wczesne stadium powstawania gwiazd typu T Tauri.
Badania wykazały, że obiekty HH są wysoce zjonizowane i wcześniej teoretycy spekulowali, że mogą one zawierać gorące gwiazdy o niskiej jasności. Jednakże brak promieniowania podczerwonego z mgławicy oznaczał, że wewnątrz nich nie mogą znajdować się gwiazdy, gdyż produkowałyby one obficie promieniowanie podczerwone. Późniejsze badania zasugerowały, że mgławice mogą zawierać protogwiazdy, lecz ostatecznie obiekty HH zostały rozpoznane jako materiał wyrzucony przez pobliskie młode gwiazdy i zderzający się z naddźwiękową prędkością z ośrodkiem międzygwiazdowym, wywołując falę uderzeniową, która generuje światło widzialne.
We wczesnych latach 80. XX w. po raz pierwszy obserwacje ujawniły podobną do dżetów naturę obiektów HH. Doprowadziło to do zrozumienia, że materiał wyrzucany z obiektów HH jest wysoce skolimowany (skoncentrowany w wąskich dżetach). W czasie pierwszych kilku tysięcy lat swojego życia gwiazdy są często otoczone przez dyski akrecyjne, które powstają, gdy opada na nie gaz, a szybkie obracanie wewnętrznych części tych dysków powoduje emisję wąskich dżetów plazmy, prostopadłych do dysku, znanych jako dżety biegunowe. Gdy dżety te zderzają się z ośrodkiem międzygwiazdowym, dają początek małym obszarom jasnych emisji, które zawierają obiekty HH.

## Charakterystyka fizyki obiektów HH

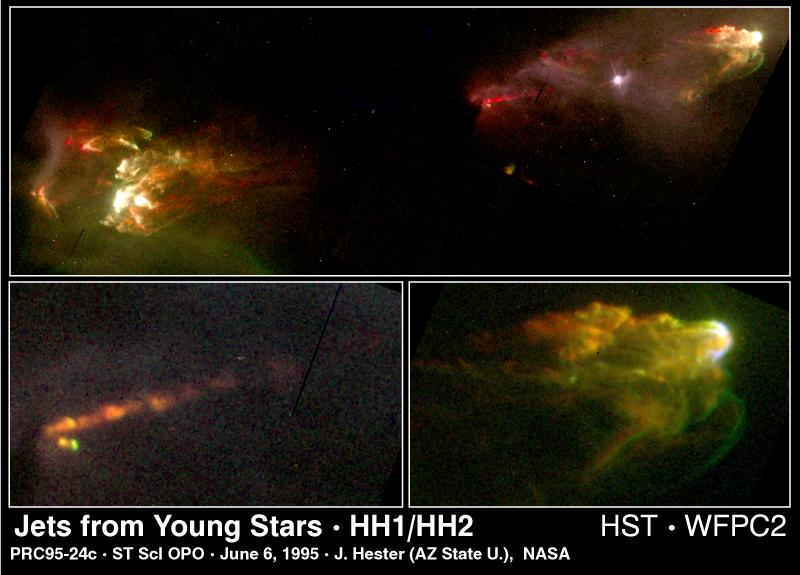
Obiekty HH1 i HH2 leżą w odległości roku świetlnego od siebie, symetrycznie po obu stronach młodej gwiazdy, która wyrzuca materiał wzdłuż swojej osi biegunowej

Emisja z obiektów HH jest spowodowana przez fale uderzeniowe, występujące w ośrodku międzygwiezdnym, a ich ruch jest dość skomplikowany. Analizy spektroskopowe przesunięć dopplerowskich wskazują na prędkości rzędu kilkuset kilometrów na sekundę, lecz linie emisyjne w widmie obiektów HH są zbyt słabe, aby mogły powstać w wyniku kolizji przy tak dużych prędkościach. To prawdopodobnie oznacza, że materiał, z którym zderza się dżet, również porusza się na zewnątrz, ale z mniejszą prędkością.
Całkowita masa materiału wyrzuconego, składającego się na obiekty HH, jest szacowana na 1-20 mas Ziemi, co w porównaniu z masą samych gwiazd stanowi niewielki ich procent. Temperatury obserwowane w obiektach HH osiągają wartości rzędu 8000-12 000 K, podobnie jak w innych zjonizowanych mgławicach, takich jak obszary H II i mgławice planetarne, natomiast gęstości jakie w nich występują są rzędu od kilku do kilkudziesięciu tysięcy cząsteczek na cm³, porównując do ogólnie mniej niż 1000/cm³ w obszarach H II i mgławicach planetarnych.
Obiekty HH składają się głównie z wodoru i helu, które stanowią odpowiednio około 75% i 25% ich masy. Mniej niż 1% masy obiektów HH stanowią cięższe pierwiastki, a ich obfitość jest generalnie mniejsza niż w pobliskich młodych gwiazdach. Blisko gwiazdy źródłowej około 20-30% gazu w obiektach HH jest zjonizowane, ale ten stosunek spada przy wzrastających odległościach. To sugeruje, że materiał w biegunowym dżecie jest spolaryzowany i raczej ponownie ulega wymieszaniu przy oddalaniu się od gwiazdy niż ulega jonizacji pod wpływem późniejszych zderzeń. Jednakże materiał z końcowych fragmentów dżetu może ulec ponownej jonizacji, dając efekt jasnej „czapy” na jego końcu.
Struktura dżetów w obiektach HH jest niejednorodna i obserwuje się w nich kolejne pojaśnienia. Ponieważ ich rozmieszczenie jest na ogół dosyć symetryczne po obydwu stronach gwiazdy macierzystej (tj. w dżecie zbliżającym się do nas i w oddalającym się), można przypuszczać, że powstawanie tych zagęszczeń jest raczej wynikiem niejednostajnej aktywności u źródła dżetów, a nie oddziaływania z ośrodkiem. Niektóre obiekty HH są związane z gwiazdami typu FU Orionis, których rozbłyski są związane z pojaśnieniami dysku akrecyjnego otaczającego protogwiazdę. Pojaśnienia te mogą być spowodowane niestabilnością termiczną rozwijającą się w obszarach częściowej jonizacji wodoru, a także być skutkiem perturbacji dysku wywołanej ruchem gwiazdy-towarzysza po ekscentrycznej orbicie. Proponuje się, że powstawanie i struktura rozległych fal uderzeniowych w obiektach Herbiga-Haro może mieć związek z cyklicznymi rozbłyskami gwiazd typy FU Orionis.

## Statystyka liczbowa i rozmieszczenie
Znanych jest około 500 obiektów HH występujących pojedynczo lub w grupach. Są one wszechobecne w gwiazdotwórczych regionach H II i często znajduje się je w większych grupach. Zwykle udaje się je zaobserwować niedaleko globuli Boka (ciemnych mgławic, które zawierają bardzo młode gwiazdy), z których często emanują. Często kilka obiektów HH jest widzianych blisko jednego źródła energii, tworząc sznur obiektów wzdłuż osi biegunowej gwiazdy źródłowej.
Liczba znanych obiektów HH wzrosła gwałtownie na przestrzeni ostatnich lat, ale uważa się, że nadal jest to niewielka część całkowitej liczby istniejących w naszej Galaktyce.
Szacunki sugerują, że istnieje ich 150 000, przy czym ogromna większość znajduje się poza zasięgiem możliwości rozdzielczych współczesnych technologii obserwacyjnych. Większość obiektów HH znajduje się w odległości nie większej niż 0,5 parseka od swojej gwiazdy źródłowej, a tylko niewielką liczbę można znaleźć w odległości większej niż 1 parsek. Mimo to, pewne obiekty są dostrzegane w odległości kilku parseków, co prawdopodobnie oznacza, iż ośrodek międzygwiazdowy nie jest zbyt zagęszczony w ich pobliżu, co pozwala im na przebycie większej odległości bez rozproszenia energii.

## Ruchy własne i zmienności
Astronomiczne obserwacje spektroskopowe obiektów HH pokazują, że poruszają się one z prędkością 100 do 1000 km/s od swoich gwiazd źródłowych. W ostatnich latach wysokorozdzielcze obserwacje Kosmicznym Teleskopem Hubble’a przy rozpiętości czasowej kilku lat wykazały ruchy własne wielu obiektów HH. Te obserwacje pozwoliły także na oszacowanie odległości do niektórych obiektów HH metodą paralaksy ekspansywnej.
Z czasem, gdy obiekty HH oddalają się coraz bardziej od swojej gwiazdy źródłowej, ich jasność zmienia się w skali kilku lat. Pojedyncze kępki wewnątrz obiektu mogą pojaśnieć lub zblednieć, a nawet całkiem zaniknąć, podczas gdy mogły pojawić się nowe. Także zmiany spowodowane przez interakcje z ośrodkiem międzygwiazdowym, oddziaływania pomiędzy dżetami poruszającymi się przy różnych prędkościach wewnątrz obiektów HH, mogą spowodować zmiany ich właściwości.
Wyrzut dżetów z gwiazdy źródłowej następuje raczej w impulsach, niż jako stały wypływ gazu. Takie impulsy mogą utworzyć dżety gazu poruszające się w tym samym kierunku, lecz przy różnych prędkościach, a interakcje pomiędzy różnymi dżetami wytwarzają tak zwane „powierzchnie pracy”, gdzie zderzają się strumienie gazu i generują fale uderzeniowe.

## Gwiazdy źródłowe

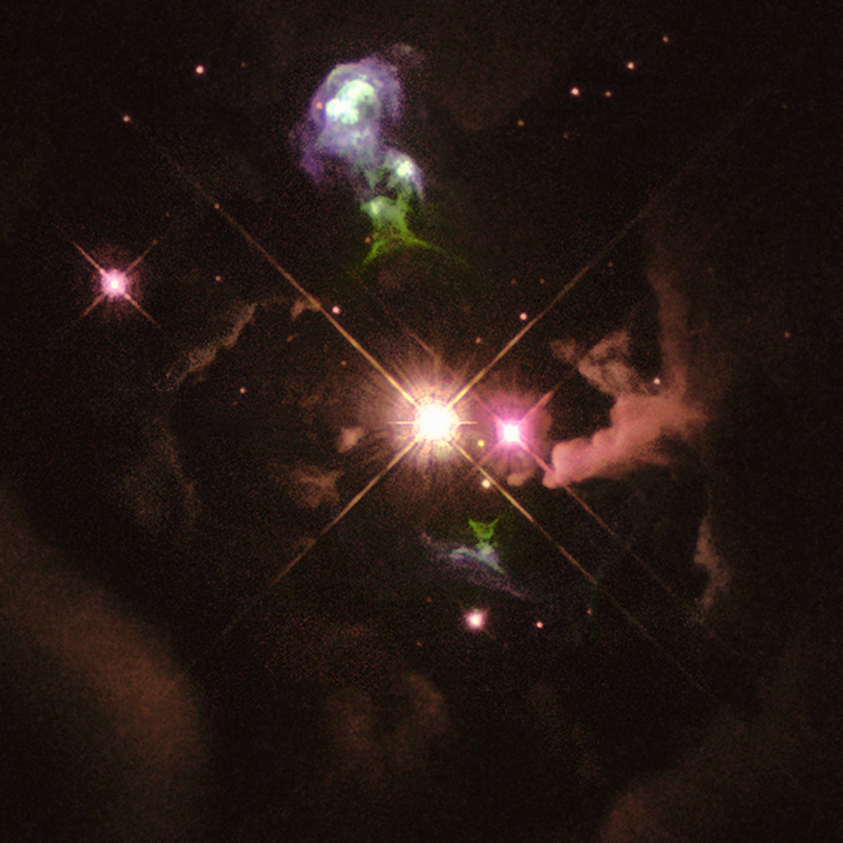
HH32 jest jednym z najjaśniejszych obiektów HH

Gwiazdy stojące za wytwarzaniem obiektów HH są bardzo młode. Najmłodsze z nich to protogwiazdy, będące w procesie formowania z otaczającego gazu. Astronomowie dzielą te gwiazdy na klasy: 0, I, II i III, w zależności od tego, ile promieniowania podczerwonego emitują. Większe natężenie promieniowania podczerwonego oznacza większą ilość chłodnego materiału wokół gwiazdy, co wskazuje na to, iż nadal ulega on skupianiu. Numeracja klas wynika z tego, że obiekty klasy 0 (najmłodsze) nie były znane w czasie, gdy już zdefiniowano klasy I, II i III.
Gwiazdy klasy 0 mają tylko kilka tysięcy lat i w ich wnętrzu jeszcze nie zachodzą reakcje termonuklearne. Ich zasilanie pochodzi z energii potencjalnej grawitacji, która powoduje zapadanie się materii, z jednoczesnym wzrostem tarcia międzycząsteczkowego. Fuzja termonuklearna zachodzi już w obiektach klasy I, lecz nadal na ich powierzchnię opadają gaz i pył z otaczających mgławic. Są one na ogół przesłonięte przez gęstą chmurę gazu i pyłu, która przesłania całe wysyłane przez nie światło widzialne i dlatego mogą być one obserwowane tylko w zakresie podczerwieni i fal radiowych. Opadanie gazu i pyłu w znacznej mierze zakończyło się w obiektach klasy II, lecz nadal są one otoczone dyskami tego typu materii, podczas gdy obiekty klasy III posiadają jedynie pozostałości ich początkowych dysków akrecyjnych.
Badania wykazały, że około 80% gwiazd dających początek obiektom HH to w rzeczywistości gwiazdy podwójne lub układy wielokrotne, co stanowi znacznie wyższy odsetek, niż u mało masywnych gwiazd ciągu głównego. Może to wskazywać na to, że układy podwójne mają większe prawdopodobieństwo wygenerowania dżetów, które dają początek obiektom HH. Dowody sugerują, że największe strumienie mogą być utworzone w ulegających dezintegracji układach wielokrotnych. Uważa się, że większość gwiazd powstaje w układach wielokrotnych, lecz spora część traci powiązania zanim osiągnie ciąg główny, w wyniku oddziaływań grawitacyjnych z pobliskimi gwiazdami oraz gęstymi obłokami gazu.

## Odpowiedniki w podczerwieni

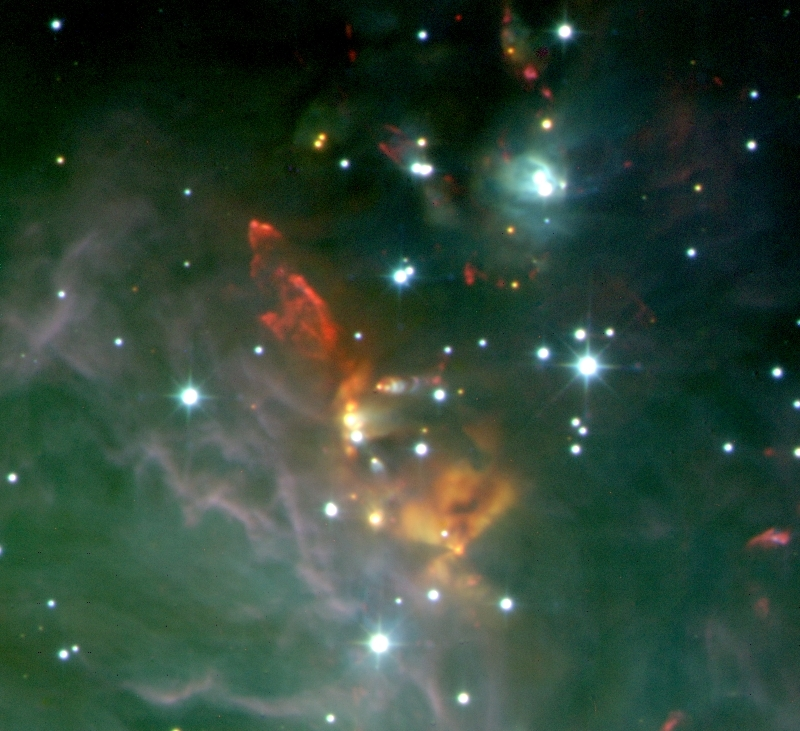
Obraz w podczerwieni molekularnych, dziobowych fal z dwubiegunowymi wypływami w Orionie

Obiekty Herbiga-Haro (HH) związane z bardzo młodymi gwiazdami lub bardzo masywnymi protogwiazdami są często niewidzialne w świetlne widzialnym z powodu zakrycia przez obłoki gazu i pyłu, z których powstały. Ten otaczający materiał związany z narodzinami może spowodować dziesiątki lub nawet setki magnitud ekstynkcji w widzialnej części fali. Tak głęboko osadzone obiekty mogą być obserwowane wyłącznie w promieniowaniu podczerwonym lub w falach radiowych.
W ostatnich latach obrazy w podczerwieni ujawniły tuziny przykładów „podczerwonych obiektów HH”. Większość z nich wygląda jak fale dziobowe (przypominają fale z przodu płynącego statku) i dlatego zazwyczaj określa się je jako molekularne „fale dziobowe”. Podobnie jak w przypadku obiektów HH, te naddźwiękowe fale są napędzane przez skolimowane dżety z obu biegunów protogwiazdy. Wymiatają one otaczający gęsty gaz cząsteczkowy, dając w wyniku tego formę ciągłego wypływu materii noszącego nazwę wypływu dwubiegunowego. Podczerwone fale dziobowe przemieszczają się z prędkością kilkuset kilometrów na sekundę, podgrzewając przy tym gaz do setek lub nawet tysięcy stopni Celsjusza. Podczerwone obiekty HH są związane z najmłodszymi gwiazdami, w przypadku których akrecja jest szczególnie silna i stąd fale dziobowe są zazwyczaj związane ze znacznie potężniejszymi niż w przypadku optycznych obiektów HH.
Fizyka podczerwonych fal dziobowych jest podobna jak w przypadku zwykłych obiektów HH, gdyż te obiekty są zasadniczo takie same. Jedyne co je różni, to warunki panujące w dżetach oraz otaczających obłokach, co sprawia, że cząsteczki dają emisje głównie w podczerwieni, w odróżnieniu od emisji optycznych pochodzących od atomów i jonów.